# マーガレット・ボラディル
マーガレット・ワトソン・ボラディル（Margaret Watson Borradail、1834年 - 1870年7月13日）は、香港でのイギリス人商人トマス・ボラディルの妻。旧姓はマックリーン（Maclean）。生麦事件に遭遇したイギリス人の一人。

## 生涯
1860年、名門商人であったトマス・サルケルド・ボラディルと結婚した。
1862年、横浜に住む姉クレメンティナを訪ねて来日する。義兄ウィリアム・マーシャルに誘われて、ウッドソープ・クラーク、チャールス・リチャードソンを加えた4人で川崎大師への小旅行へ出かけることになった。しかしその途中の生麦村（現・横浜市鶴見区生麦）で、島津久光の行列一行と遭遇し、共に先頭を騎馬で歩いていたリチャードソンが薩摩藩士に斬りつけられた（生麦事件）。自身はマーシャルにすぐに逃げるように言われたため、帽子を落としただけで現場を抜け出ることに成功する。その後、全速力で横浜へ引き返し、事件の第一報を伝えた。
事件では傷を負うことはなかったが、間もなく香港を離れてイギリスに帰国した。娘を出産した際に難産もあって亡くなった。その際の死因には精神的問題も指摘されており、生麦事件での精神的ダメージが大きかったことをうかがわせる。